# إميليا فارغاس
إميليا فارغاس (بالإسبانية: Amelia Vargas)‏ هي ممثلة كوبية وأرجنتينية، ولدت في 16 يناير 1928 بهافانا في كوبا.

## وصلات خارجية
- إميليا فارغاس على موقع IMDb (الإنجليزية)